# Abbazia di Sant'Angelo al Monte Raparo
L'abbazia di Sant’Angelo al Monte Raparo è uno dei più importanti esempi di insediamento monastico del Sud Italia, risalente al X secolo, fondato da un gruppo di monaci basiliani, facenti capo a San Vitale di Castronovo di Sicilia. L'abbazia è immersa in un suggestivo scenario ambientale, piuttosto isolato, alle pendici del monte Raparo, a pochi chilometri dal centro abitato di San Chirico Raparo, in provincia di Potenza. 

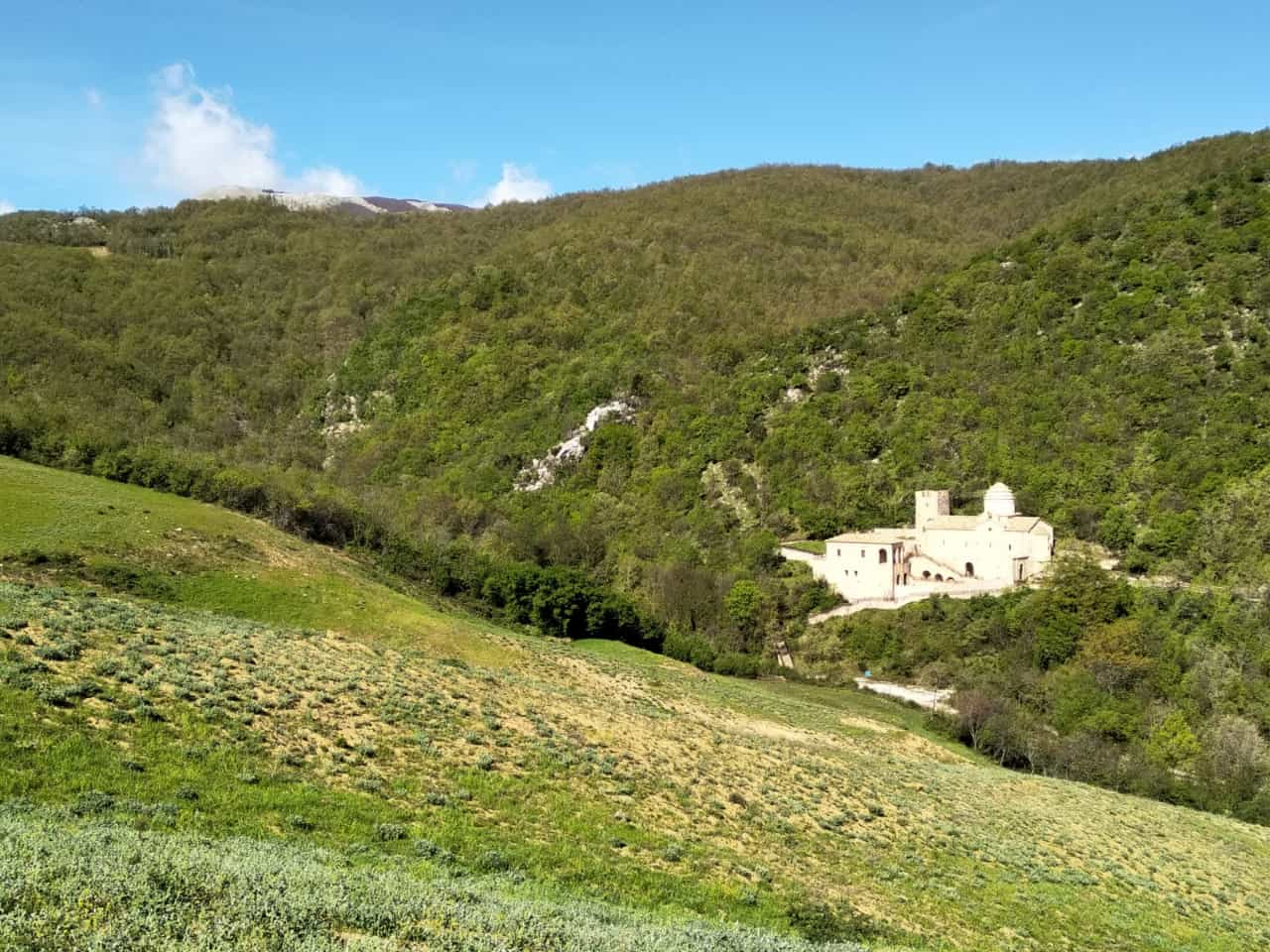
Veduta abbazia con cima del monte Raparo

## Storia

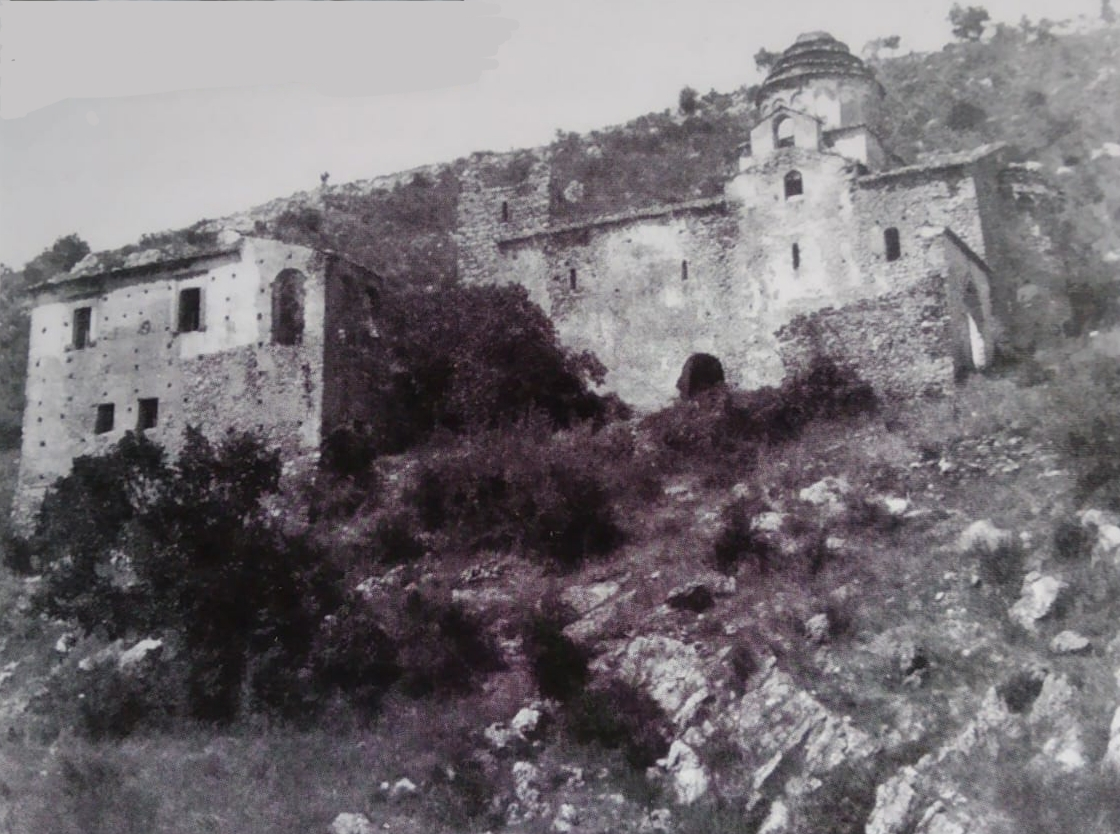
Veduta dell'abbazia negli anni '20

I monaci, dediti al culto di san Michele, presumibilmente in fuga dalle persecuzioni legate al movimento dell'iconoclastia sviluppatosi nell'impero bizantino a partire dall'VIII secolo, scelsero come primo rifugio una grotta presente sul posto, dedicata a sant'Angelo. 

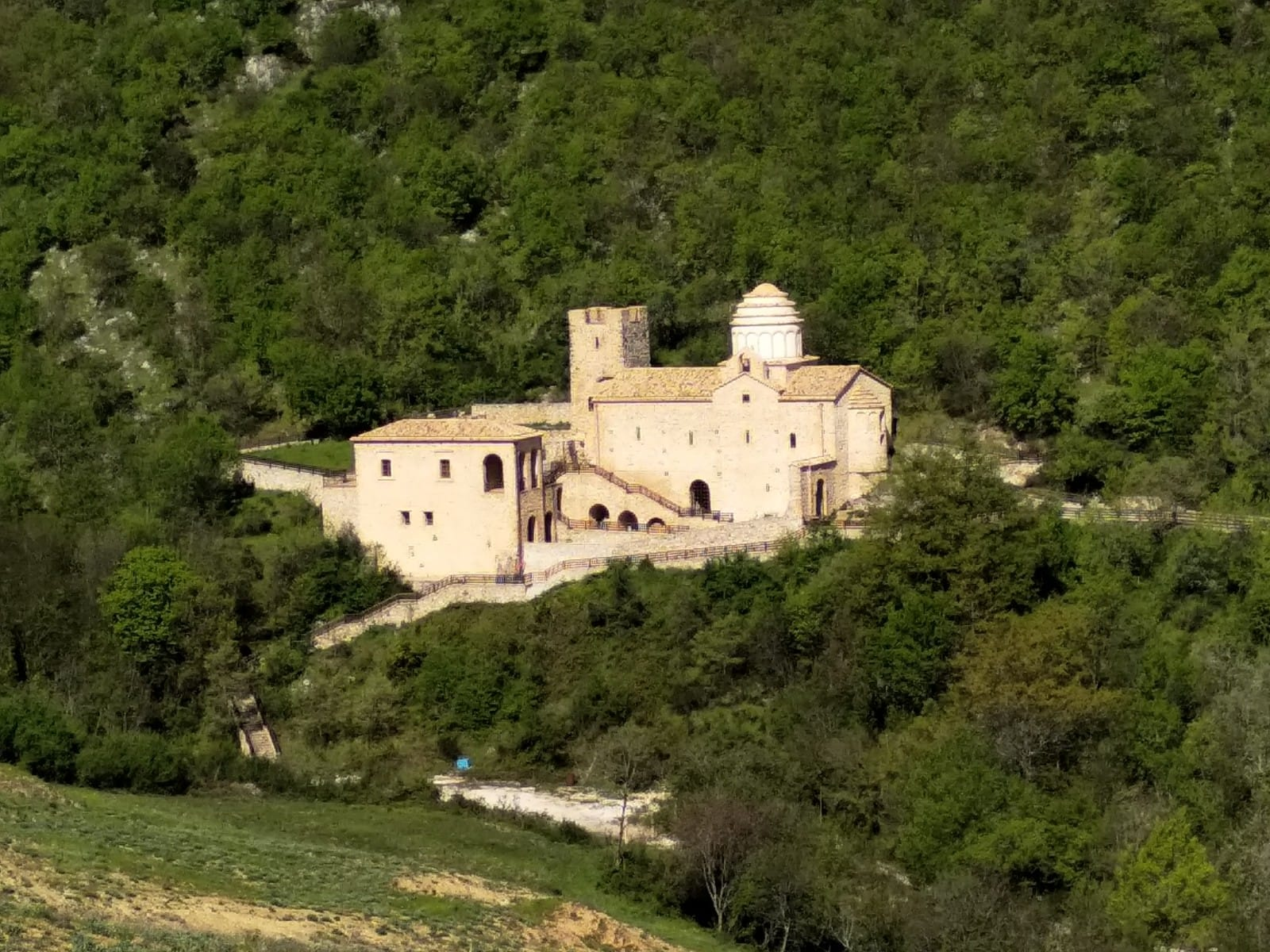
L'abbazia come appare oggi

I monaci costituirono il loro primo cenobio proprio nella grotta carsica sottostante, di grande rilevanza sia geologica che architettonica, sono infatti presenti numerose stalattiti e stalagmiti di notevoli dimensioni, sifoni e vasche alimentate dallo scioglimento primaverile delle nevi del Monte Raparo. La grotta è inoltre "abitata" da una delle più grandi colonie di pipistrelli d'Europa. Sulle pareti interne si conservano anche affreschi con pitture di santi dell'inizio dell'XI secolo e la raffigurazione di un Arcangelo; sono inoltre presenti i resti della cappella di San Vitale, di cui la grotta sotterranea è stata la dimora e la sede del suo primo cenobio, dopo essersi stanziato in questa zona con i suoi confratelli.

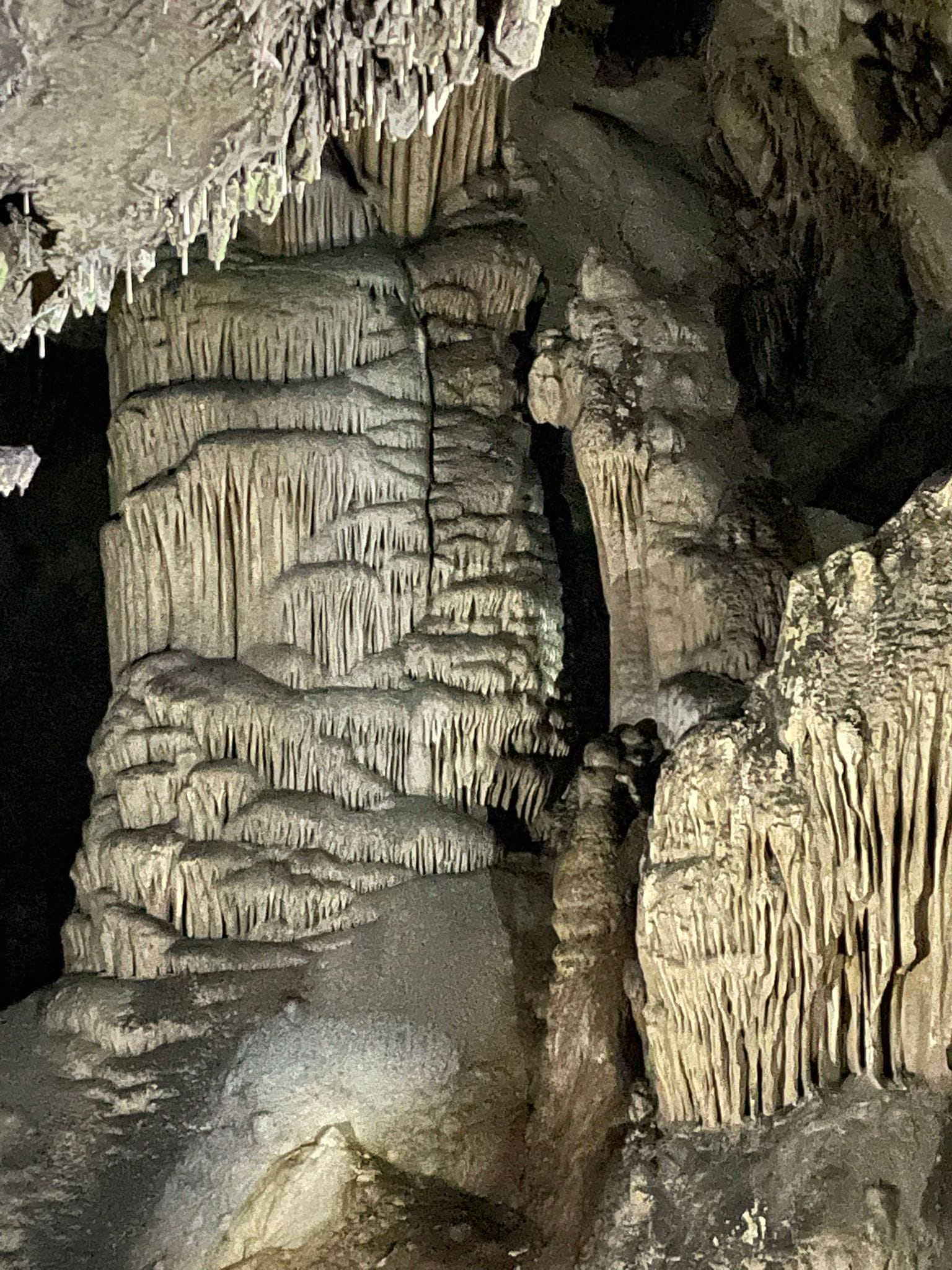
Grotta di Sant'Angelo, sottostante l'abbazia

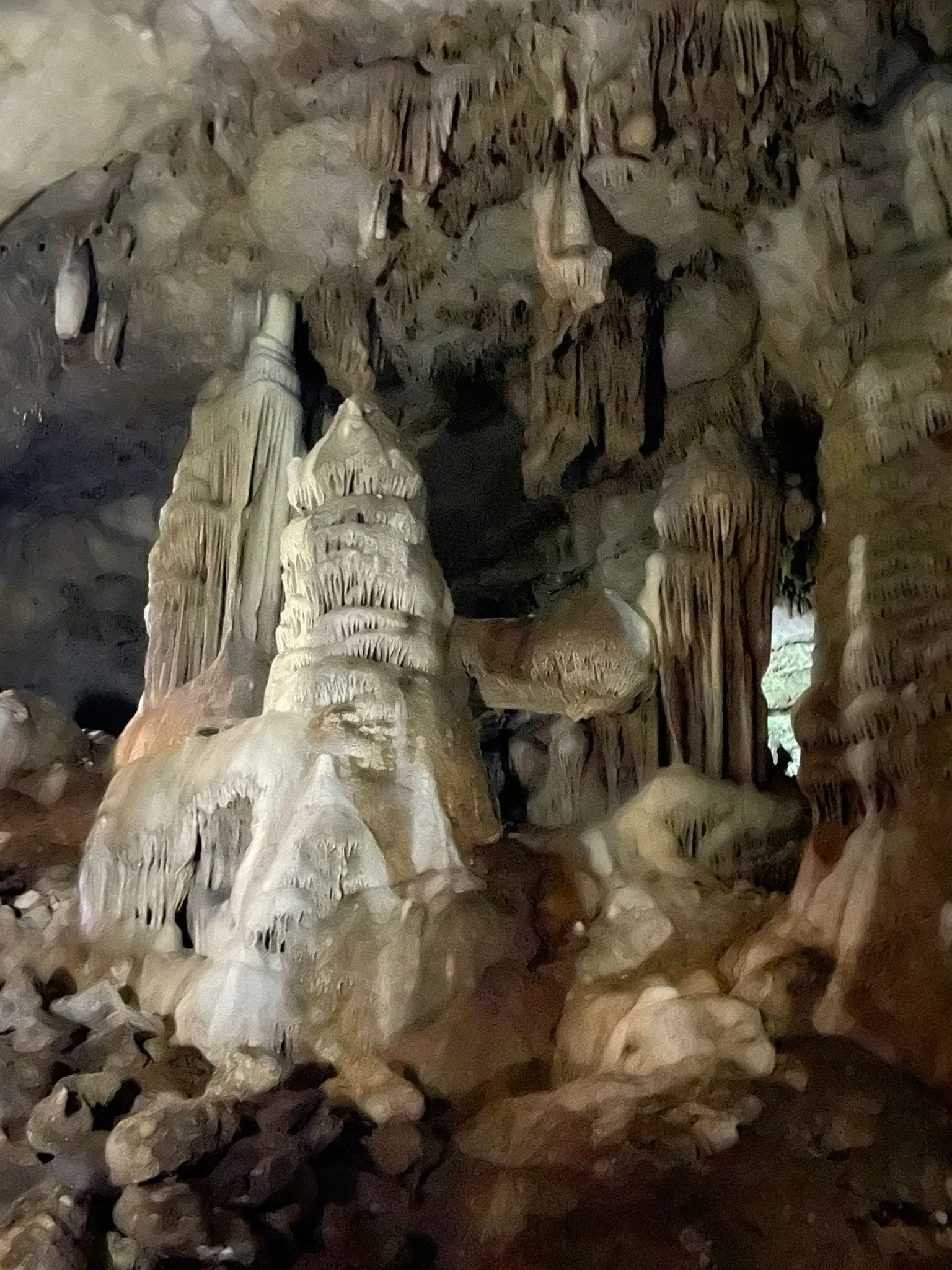
Grotta di Sant'Angelo sottostante l'abbazia

L’abbazia fu eretta al di sopra di questa grotta, proprio ad opera di San Vitale, che pose le basi di una prima chiesa più piccola, poi ampliata nel corso del X secolo.
Con la conquista normanna dell'Italia meridionale, tra XI e XII secolo, l'abbazia conobbe un periodo di splendore e vide crescere il suo prestigio nell'ambito della regione monastica greco-ortodossa definita del Latinianon, cioè nell’area compresa tra la Media Valle del Sinni, l’Alta Valle dell’Agri e la regione monastica del Mercurion, lungo la vallata del Lao-Mercure.

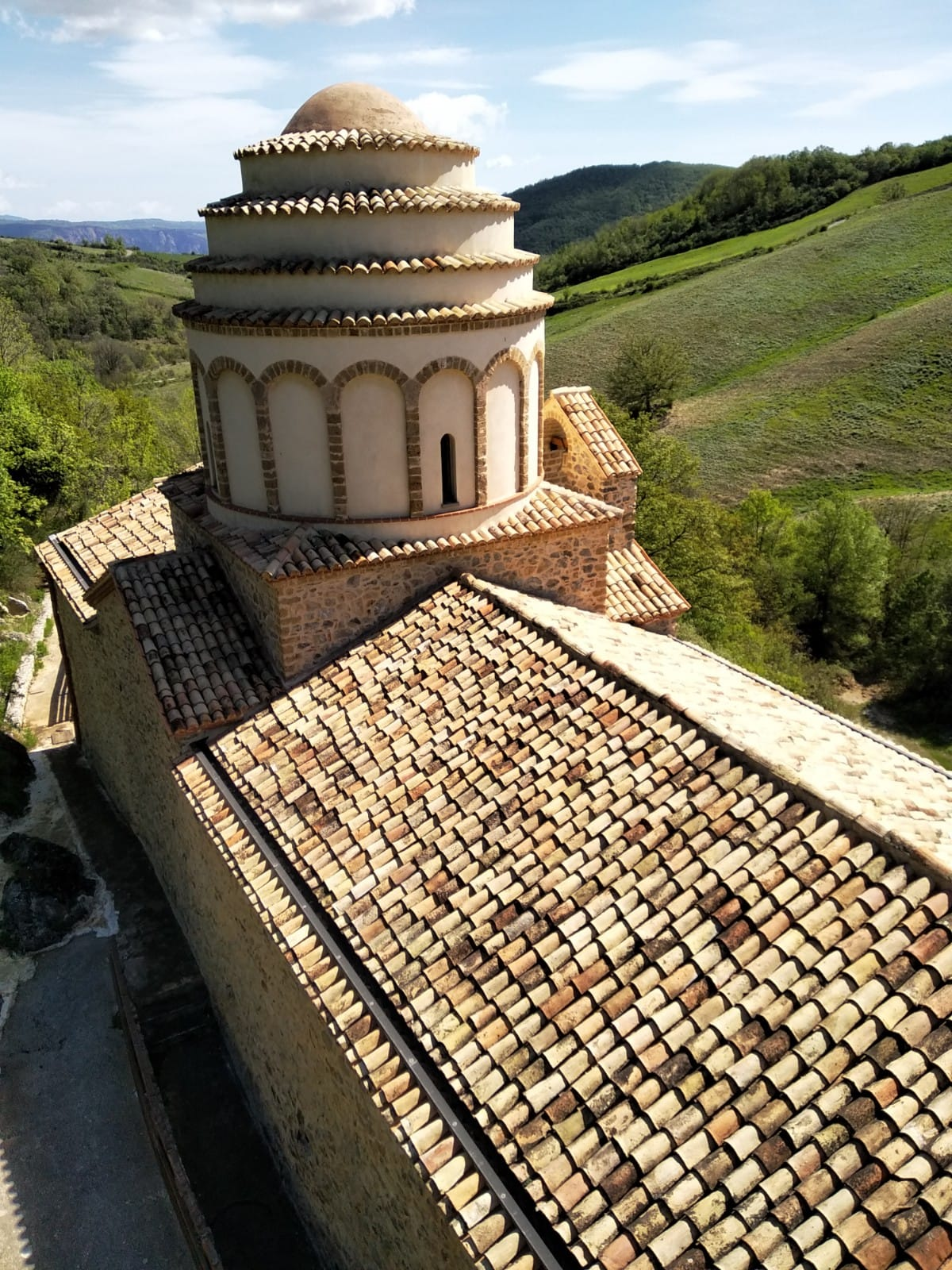
Veduta abbazia dall'alto

Tra XIII e XIV secolo, l'abbazia passò dall'ordine greco-bizantino all'ordine benedettino. Agli inizi del XV secolo il monastero fu dato in commenda; tra i commendatari più importanti e longevi ci fu la famiglia dei Sanseverino, che contribuirono a far crescere il prestigio e la bellezza del monastero, infatti nel XVI secolo si dedicarono a diversi interventi di consolidamento ed abbellimento della struttura: fu restaurato l'altare, rafforzata la struttura portante e la copertura e realizzato l'ingresso posto a meridione. I Sanseverino, inoltre, commissionarono diverse opere d'arte per l'abbazia, tra cui alcune opere di pregio del pittore Simone da Firenze, uno dei più apprezzati artisti dell'epoca in Basilicata. Dal XVIII secolo l'abbazia è stata abbandonata ed inevitabilmente la struttura ha subìto danni dovuti all'incuria e parziali crolli, anche a causa di diversi terremoti (dicembre 1857 e luglio 1930).

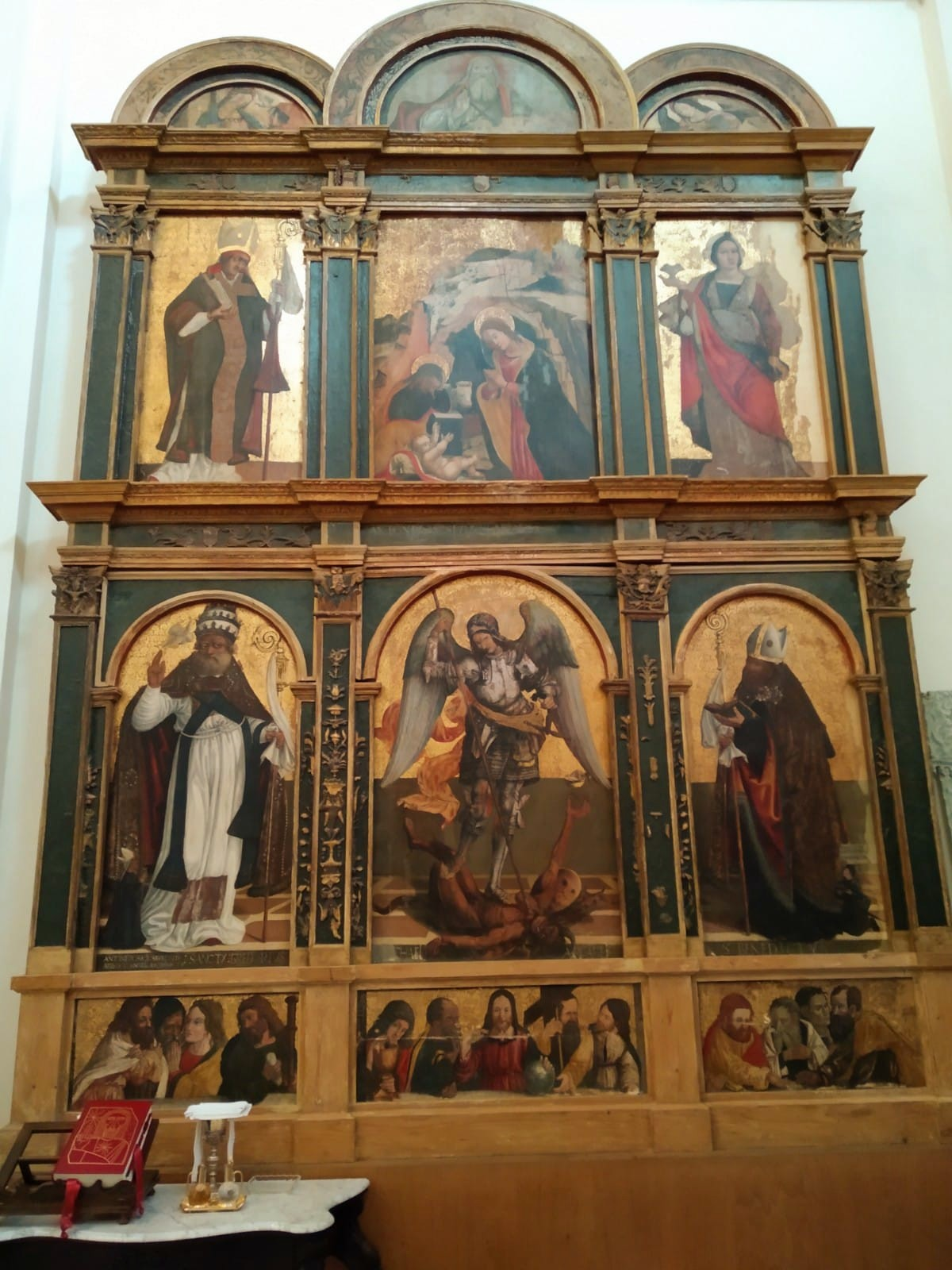
Polittico (Simone da Firenze) - duomo parrocchiale di San Chirico Raparo

Nel 1927 è stata dichiarata Monumento Nazionale; inoltre, è stata inserita tra i siti di interesse ambientale del Parco nazionale dell'Appennino Lucano Val d'Agri Lagonegrese. Diverse opere d'arte sono legate all'abbazia, tra cui un affresco raffigurante San Michele, un crocifisso ligneo e alcune pregevoli opere attribuite a Simone da Firenze, tra cui un grande Polittico dedicato a san Michele Arcangelo e due dipinti di san Pietro e san Paolo, attualmente tutti custoditi, insieme al crocifisso ligneo, nel duomo parrocchiale dei Santi Pietro e Paolo di San Chirico Raparo.
Nei pressi dell'abbazia scorre inoltre un piccolo corso d'acqua, secco in inverno, noto come fonte Trigella, presso la quale il poeta Giovanni Pontano, uno dei più eminenti rappresentanti dell'umanesimo italiano, trasse ispirazione per ambientarvi il mito della ninfa Ripenia e del fauno Capripede.

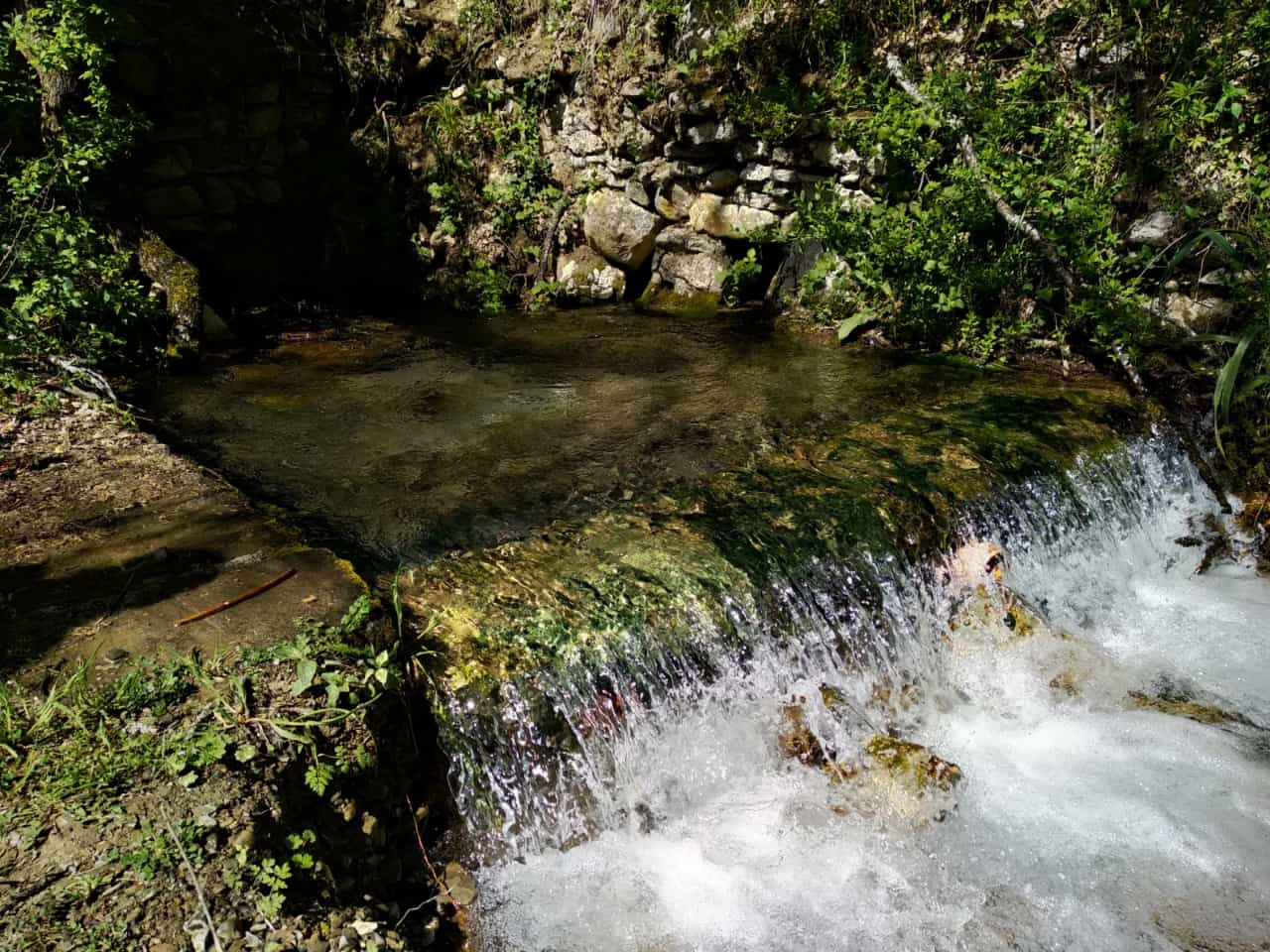
Fonte Trigella

## Architettura

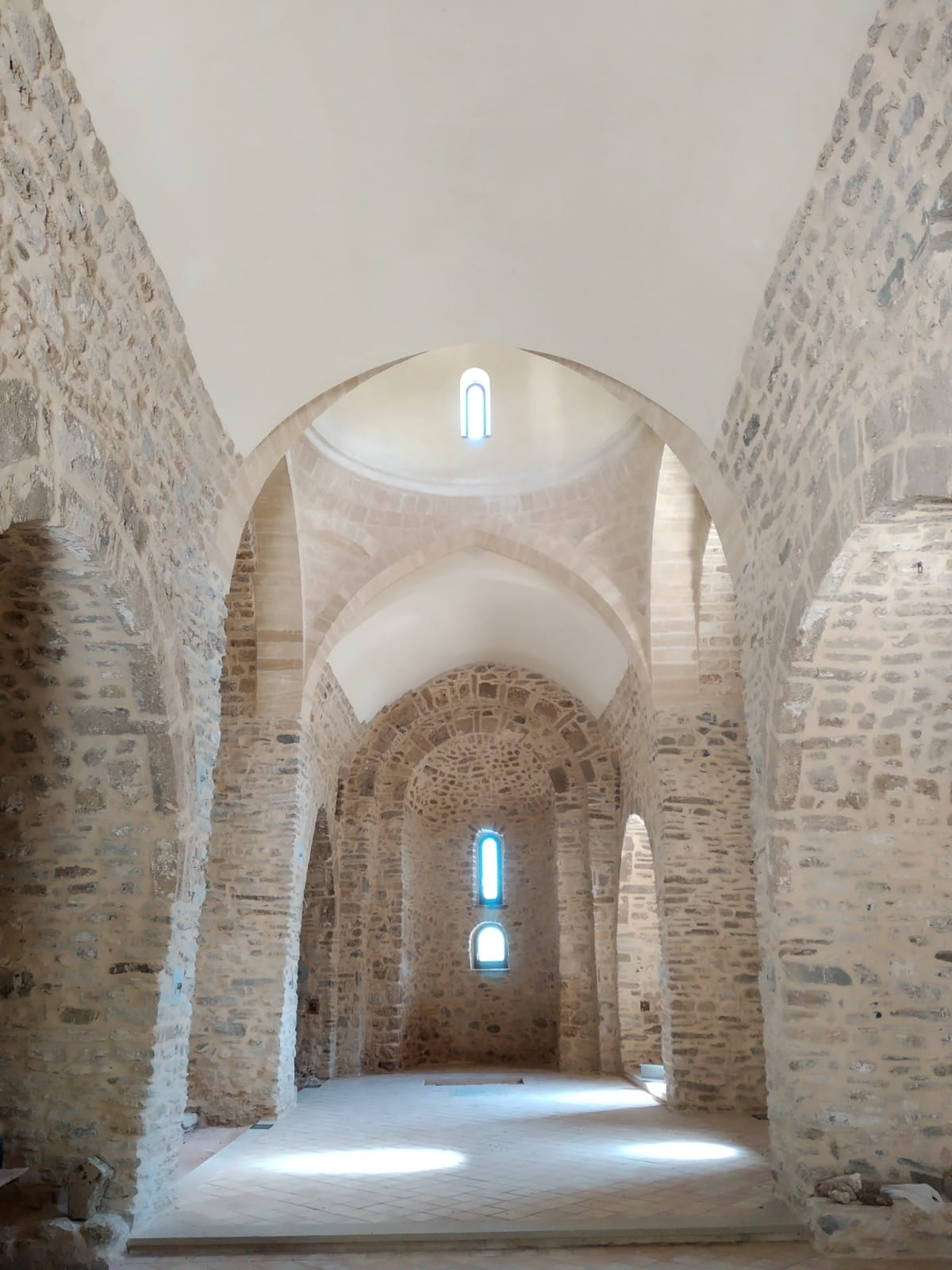
Navata centrale abbazia

La chiesa che sovrasta la grotta è a navata singola con abside; il portale ad ogiva è decorato con una arcata in ritiro, poggiata su due mensole piatte. All'interno, lungo i lati, sono presenti otto cappelle, quattro per ciascun lato, e una successione di pilastri di sostegno, collegati tra loro attraverso archi. 
Il tetto è a due spioventi, la copertura è costituita da una volta a botte; il tetto è sormontato da un grande tamburo a forma cilindrica, caratterizzato da quattro finestre e da una serie di arcate cieche. Infine, la struttura termina con una cupola a calotta, con riseghe esterne che formano una sequenza di gradoni. 

### Restauro

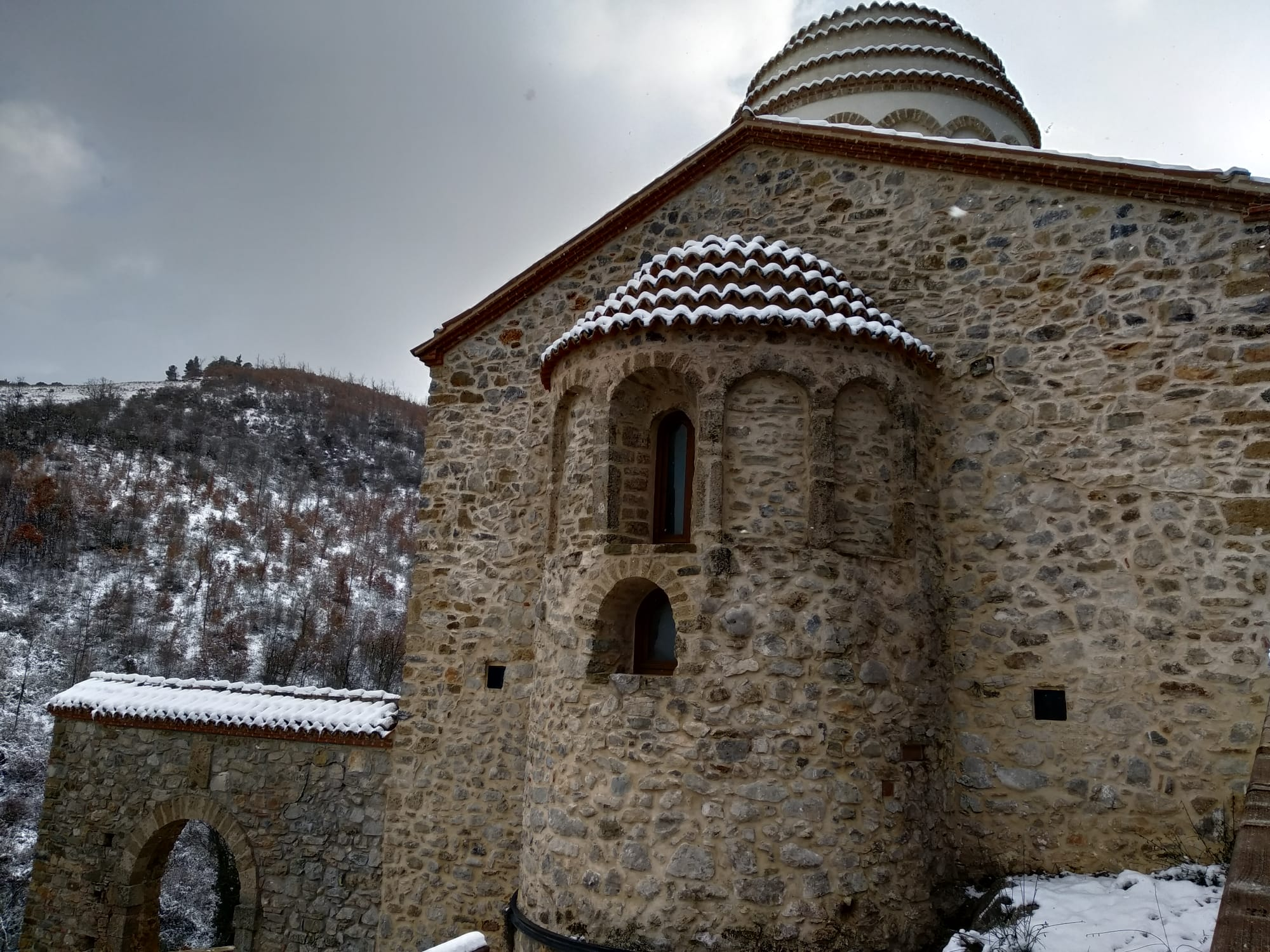
Veduta della cupola e della parte absidale dopo il restauro

A partire dal XVIII secolo, l'abbazia non è stata più utilizzata ed è iniziato un inesorabile declino. Inoltre ha subìto pesanti danni per effetto del terremoto del 1857 e del 1930. I primi restauri, a opera della Soprintendenza ai Beni Ambientali e Architettonici della Basilicata, sono incominciati nel 1984. 
I lavori di restauro e recupero ricostruttivo hanno richiesto il ripristino delle parti sopravvissute ai continui crolli succedutisi nel corso dei secoli, il consolidamento e la ricostruzione fedele e minuziosa dell'intero complesso. I principali contributi storici e fotografici che ci hanno permesso di risalire a com'era l'abbazia prima del declino sono da ricercare in una dettagliata descrizione dello storico dell'arte Émile Bertaux, e in una serie di rilievi e fotografie dell'architetto Stefan Bals, risalenti ai primi decenni del '900. Sono in corso le ultime opere di completamento, riguardanti anche la sottostante grotta. 
Oggi dunque è finalmente possibile ammirare nuovamente la struttura riportata all'originale splendore, completamente restaurata, con tutte le caratteristiche originarie. Il Comune di San Chirico Raparo sta valutando di sfruttare le potenzialità di questo prezioso bene architettonico, probabilmente destinato a diventare un polo museale dedicato ai basiliani e al culto micaelico, quindi, si spera, un potente attrattore turistico per il rilancio di tutta la zona.

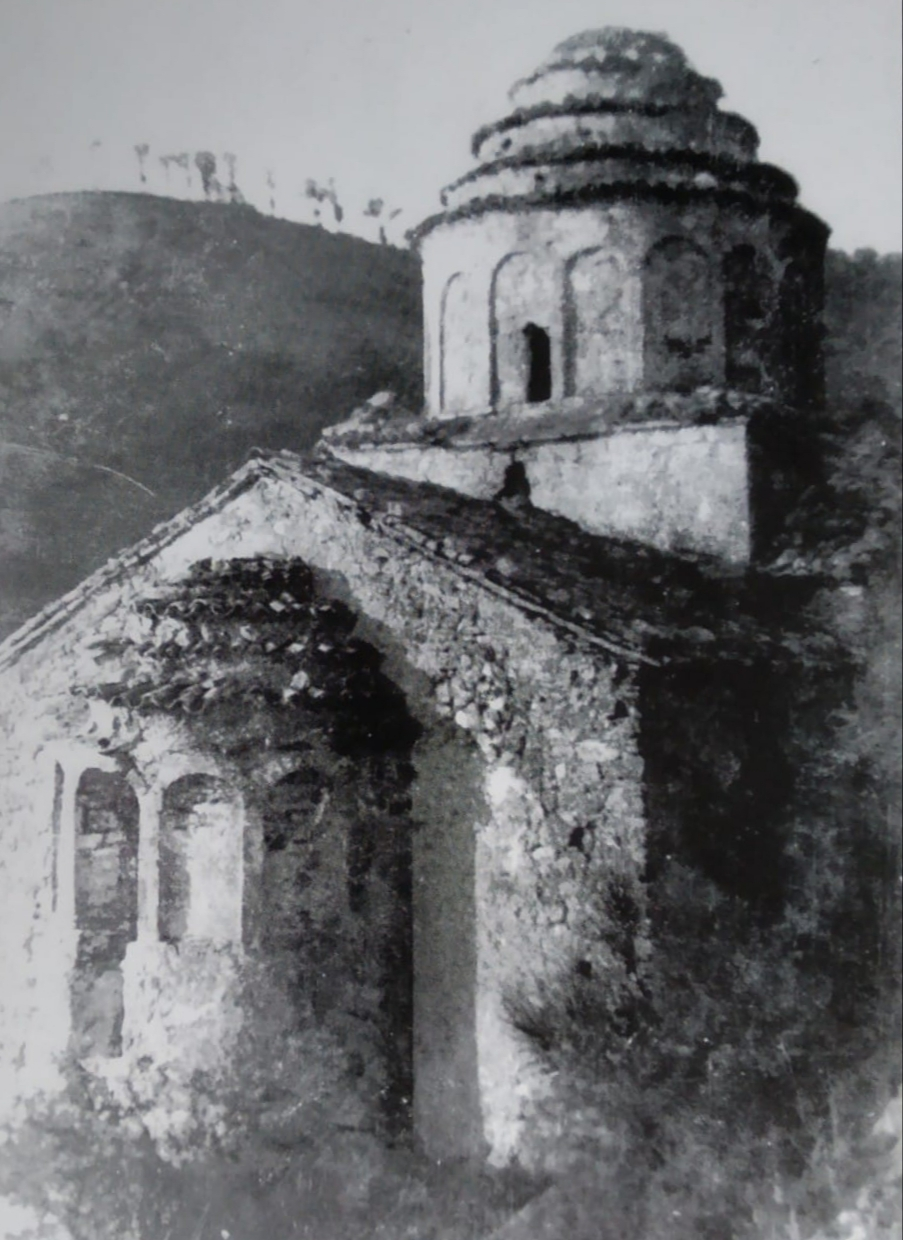
Veduta della cupola e della parte absidale negli anni '20